# Onychothemis testacea
Onychothemis testacea är en trollsländeart som beskrevs av Harry Hyde Laidlaw, Jr. 1902. Onychothemis testacea ingår i släktet Onychothemis och familjen segeltrollsländor. IUCN kategoriserar arten globalt som livskraftig. Inga underarter finns listade i Catalogue of Life.

## Bildgalleri

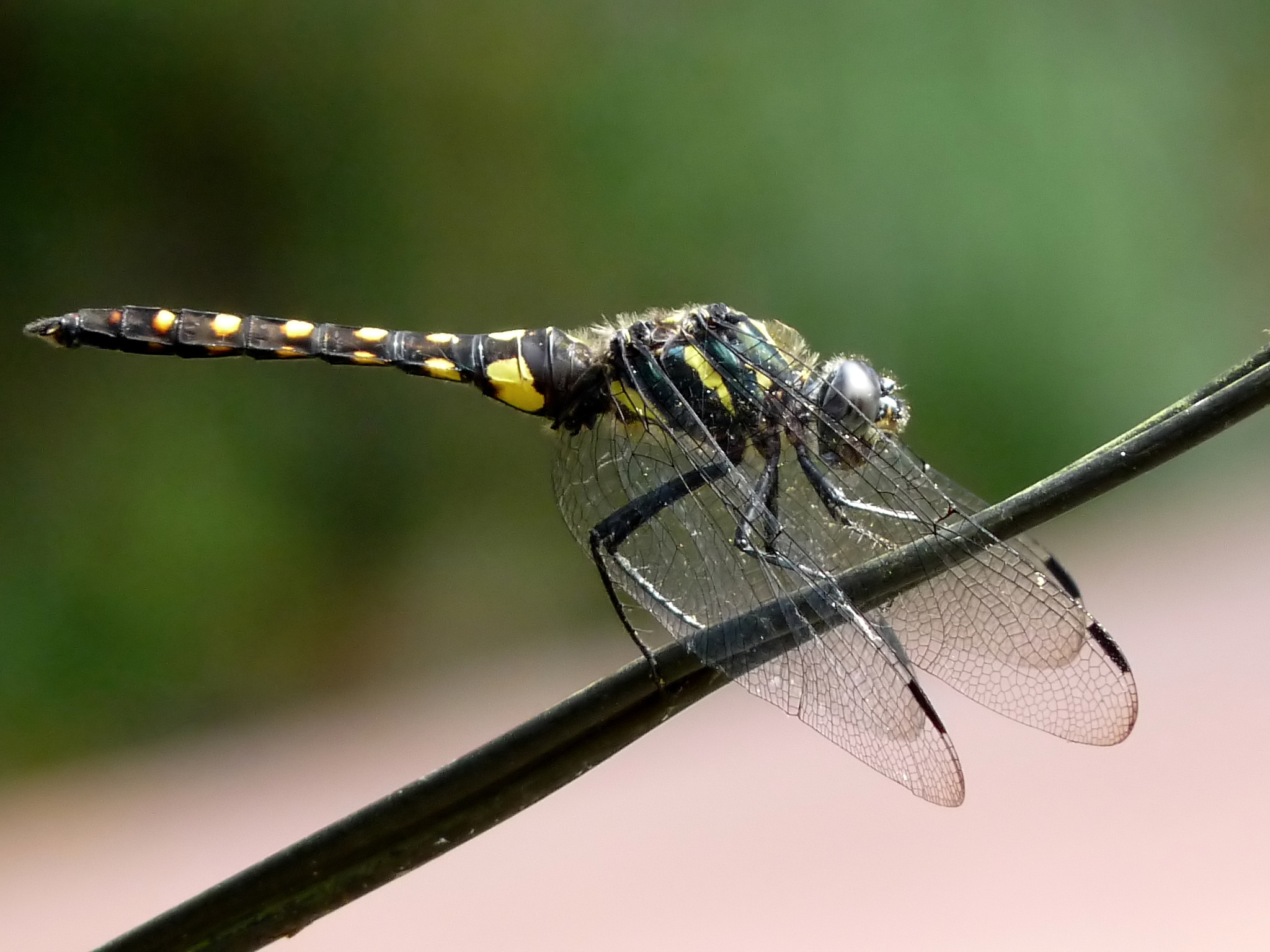
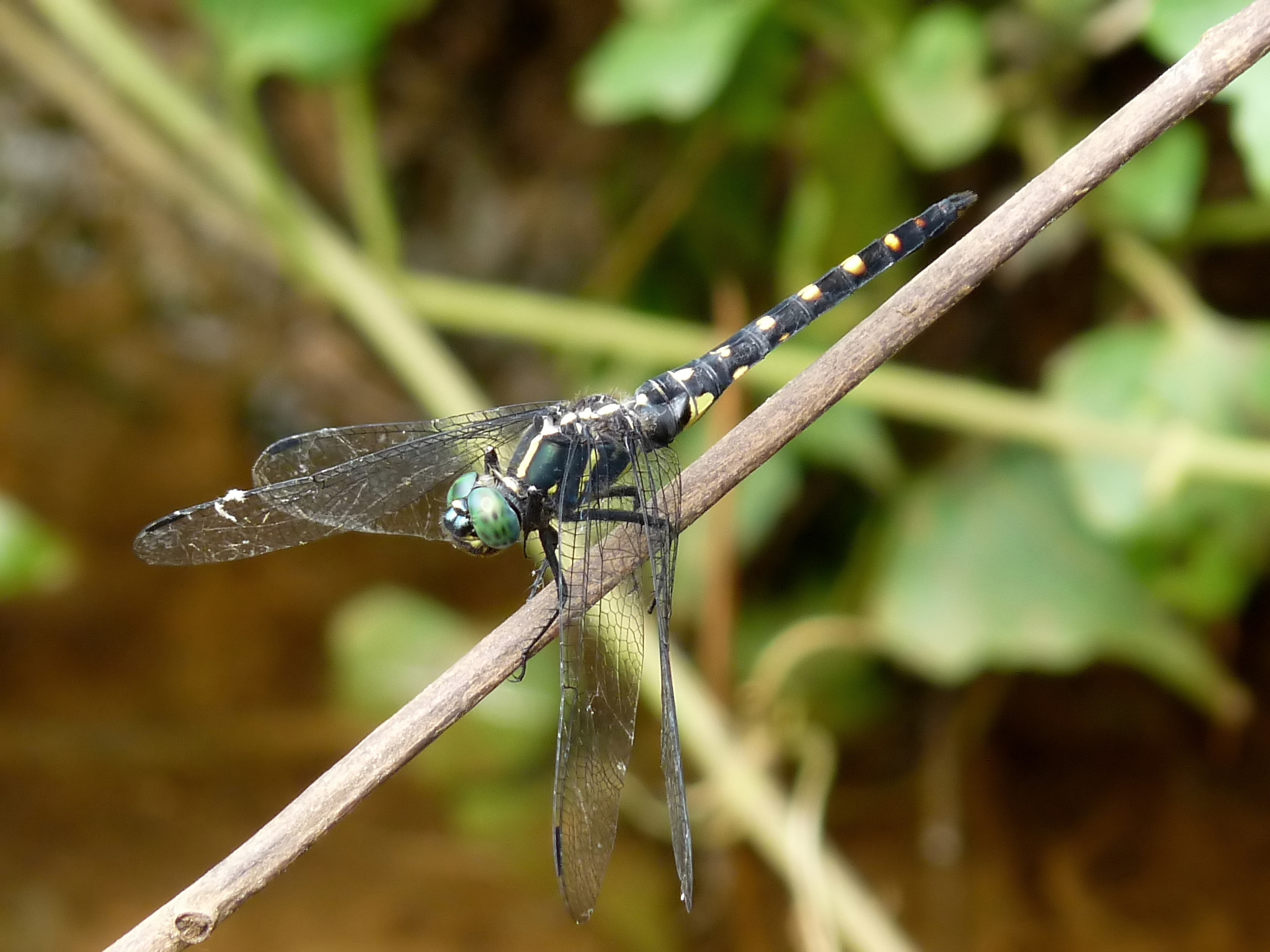